# Hermann Ritter
Hermann Ritter (ur. 16 września 1849 w Wismarze, zm. 22 stycznia 1926 w Würzburgu) – niemiecki altowiolista, pisarz muzyczny i kompozytor.

## Życiorys
Studiował w Hochschule für Musik w Berlinie oraz na uniwersytecie w Heidelbergu. Początkowo był skrzypkiem w meklemburskiej kapeli książęcej w Schwerinie. Po studiach został altowiolistą, skierował też swoje zainteresowania w stronę historii instrumentów muzycznych. Kierując się wskazówkami zawartymi w traktacie Antonia Bagatelli Regole per la costruzione dei violini, violoncelli e violoni z 1786 roku skonstruował nowy typ altówki, tzw. viola alta, o bardziej dźwięcznym brzmieniu. Ritter prezentował ten instrument publicznie i komponował oraz aranżował utwory na niego, spotykając się z uznaniem ze strony Richarda Wagnera. Od 1879 do 1912 był wykładowcą Königliche Musikschule w Würzburgu. W 1905 roku założył zespół Ritter Quartett, złożony ze skrzypiec i 3 typów altówek: viola alta, viola tenore i viola bassa.

## Ważniejsze prace
(na podstawie materiałów źródłowych)
- Die Geschichte der Viola alta und die Grundsätze ihres Baues (1876, 2. wyd. 1877, reprint 1969)
- Repetitorium der Musikgeschichte (1880)
- Aus der Harmonielehre meines Lebens (1883)
- Elementartheorie der Musik (1885)
- Ästhetik der Tonkunst (1886)
- Richard Wagner als Erzieher (1891)
- Studien und Skizzen aus Musik- und Kulturgeschichte, sowie Musikästhetik (1892)
- Katechismus der Musikästhetik (1894)
- Katechismus der Musikinstrumente (1894)
- Volksgesang in alter und neuer Zeit (1896)
- Schubert (1896)
- Haydn, Mozart, Beethoven (1897)
- Die fünfsaitige Geige und die Weiterentwicklung der Streichinstrumente (1898)
- Allgemeine illustrierte Encyklopädie der Musikgeschichte (6 tomów, 1901–1902)